# Jeleznodorojni (Stàvropol)
|  | Per a altres significats, vegeu «Jeleznodorojni». |

Jeleznodorojni (en rus: Железнодорожный) és un poble (un possiólok) del krai de Stàvropol, a Rússia, que en el cens del 2010 tenia 396 habitants. Pertany al districte rural de Zelenokumsk.